# سیارک ۶۴۹۷۵
سیارک ۶۴۹۷۵ (به انگلیسی: 64975 Gianrix، نامگذاری:2002AG12) شصت و چهار هزار و نهصد و هفتاد و پنجمین سیارک کشف شده‌است که در ۱۰ ژانویه ۲۰۰۲ کشف شد.